# Susanna Calkins
Pour les articles homonymes, voir Calkins.
Susanna Calkins, née le 3 novembre 1971 à Philadelphie, est une romancière américaine.

## Biographie
Susanna Calkins a étudié à l'Université Northwestern, où elle a obtenu une maîtrise en sciences de l'éducation. Elle a ensuite fait des études supérieures à l'Université Purdue, où elle a obtenu une maîtrise ès arts et un doctorat en philosophie en histoire. Elle a été professeur adjoint d'histoire à l'Université de Louisville jusqu'en 2003 avant de devenir maître de conférences en administration de l'enseignement supérieur et directeur associé du Searle Center for Advanced Learning & Teaching à l'Université Northwestern.
Ses quatre premiers romans mettent en scène Lucy Campion, une jeune orpheline travaillant comme femme de chambre puis dans une imprimerie, à partir de 1665 dans le Londres du XVIIe siècle. Le troisième roman, The Masque of a Murderer, a remporté le prix Macavity du meilleur roman historique en 2016.
En 2019, elle débute une nouvelle série consacrée à Gina Ricci, une femme vendeuse de cigarettes travaillant dans un bar clandestin de Chicago à partir de 1929.
Elle a été nommée à plusieurs reprises pour les prix de littérature policière américains parmi les plus prestigieux prix Mary Higgins Clark, prix Anthony, prix Agatha et prix Macavity.

## Œuvre

### Romans

#### SérieLucy Campion
- A Murder at Rosamund’s Gate (2013)
- From the Charred Remains (2014)
- The Masque of a Murderer (2015)
- A Death Along the River Fleet (2016)
- The Cry of the Hangman (2021)
- Death Among the Ruins (2023)

#### SérieGina Ricci
- Murder Knocks Twice (2019)
- The Fate of a Flapper (2020)

### Nouvelles
- The Trial of Madame Pelletier (2017)
- A Postcard for the Dead (2018)
- You Thought (2019)
- Tea Leaf (2019)

### Autre ouvrage
- Learning and Teaching in Higher Education: The Reflective Professional, en collaboration avec Greg Light and Roy Cox (2009)

## Prix et distinctions

### Prix
- Prix Macavity 2016 du meilleur roman historique pour The Masque of a Murderer[1]

### Nominations
- Prix Macavity 2014 du meilleur roman historique pour A Murder at Rosamund’s Gate[1]
- Prix Lefty Bruce Alexander 2015 pour From the Charred Remains[2]
- Prix Agatha 2015 du meilleur roman historique pour The Masque of a Murderer[3]
- Prix Mary Higgins Clark 2016 The Masque of a Murderer[4]
- Prix Lefty 2016 du meilleur roman historique pour The Masque of a Murderer[2]
- Prix Lefty 2017 du meilleur roman historique pour A Death Along the River[2]
- Prix Macavity 2017 du meilleur roman historique pour A Death Along the River[1]
- Prix Anthony 2018 de la meilleure nouvelle pour The Trial of Madame Pelletier[5]
- Prix Agatha 2018 de la meilleure nouvelle pour A Postcard for the Dead[3]
- Prix Agatha 2019 du meilleur roman historique pour Murder Knocks Twice[3]
- Prix Anthony 2020 du meilleur livre de poche pour Murder Knocks Twice[5]
- Prix Lefty 2020 du meilleur roman historique pour Murder Knocks Twice[2]
- Prix Macavity 2020 du meilleur roman historique pour Murder Knocks Twice[1]
- Prix Agatha 2020 du meilleur roman historique pour The Fate of a Flapper[3]
- Prix Anthony 2021 du meilleur livre de poche pour The Fate of a Flapper[5]
- Prix Lefty 2021 du meilleur roman historique pour The Fate of a Flapper[2]
- Prix Lefty 2022 du meilleur roman historique pour The Cry of the Hangman[2]
- Prix Agatha 2023 du meilleur roman historique pour Death Among the Ruins[3]
- Prix Lefty 2024 du meilleur roman historique pour Death Among the Ruins[2]